# 埃克哈德·施密特-奥珀
埃克哈德·施密特-奥珀（德語：Ekkhard Schmidt-Opper，1961年1月29日—），德国男子曲棍球运动员。他曾代表西德参加1984年和1988年夏季奥林匹克运动会曲棍球比赛，获得二枚银牌。